# 红星大学
红星大学是位于越南红河三角洲海防市的一所部属公立大学，由越南工贸部主管。

## 历史沿革
红星大学的历史可以追溯至1969年成立的至灵机械工人学校及机电工人开放学校，二者的主要职责均为培训技术工人。1991年，二者合并建制，成为新的至灵机械工人学校。2003年，越南工业部决定在至灵机械工人学校的基础上成立红星工业高等专科学校。2010年3月24日，红星工业高等专科学校升格为本科层次的红星大学。